# Zuidoost-Aziatisch kampioenschap voetbal onder 16
Het Zuidoost-Aziatisch kampioenschap voetbal onder 16  is een jaarlijks internationale voetbalcompetitie georganiseerd door de (AFF) (Zuidoost-Aziatische voetbalbond), tussen de nationale voetbalteams van landen aangesloten bij de ASEAN en -vanaf 2004- Oost-Timor.

## Historisch overzicht
| 2002 Details | Maleisië Indonesië | Myanmar     | 4 – 1           | Laos        | Indonesië   | 1 – 0           | Maleisië    |
| 2005 Details | Thailand           | Myanmar     | 1 – 1 (4–3 pen) | Thailand    | Laos        | 3 – 1           | Maleisië    |
| 2006 Details | Vietnam            | Vietnam     | Groepsfase      | Myanmar     | Bangladesh  | Groepsfase      | Laos        |
| 2007 Details | Cambodja           | Thailand    | 3 – 2           | Laos        | Vietnam     | 1 – 1 (4–3 pen) | Indonesië   |
| 2008 Details | Indonesië          | Australië   | 1 – 1 (5–4 pen) | Bahrein     | Maleisië    | 3 – 0           | Singapore   |
| 2009 Details | Thailand           | Geannuleerd | Geannuleerd     | Geannuleerd | Geannuleerd | Geannuleerd     | Geannuleerd |
| 2010 Details | Indonesië          | Vietnam     | 1 – 0           | China       | Oost-Timor  | 2 – 0           | Indonesië   |
| 2011 Details | Laos               | Thailand    | 1 – 0           | Laos        | Myanmar     | 2 – 1           | Singapore   |
| 2012 Details | Laos               | Japan       | 3 – 1           | Australië   | Laos        | 3 – 0           | Thailand    |
| 2013 Details | Myanmar            | Maleisië    | 1 – 1 (3–2 pen) | Indonesië   | Australië   | 0 – 0 (7–6 pen) | Vietnam     |
| 2014 Details | Indonesië          | Geannuleerd | Geannuleerd     | Geannuleerd | Geannuleerd | Geannuleerd     | Geannuleerd |
| 2015 Details | Cambodja           | Thailand    | 3 – 0           | Myanmar     | Australië   | 10 – 2          | Laos        |
| 2016 Details | Cambodja           | Australië   | 3 – 3           | Vietnam     | Thailand    | 3 – 0           | Cambodja    |
| 2017 Details | Thailand           | Vietnam     | 0 – 0 (4–2 pen) | Thailand    | Australië   | 3 – 2           | Maleisië    |
| 2018 Details | Indonesië          | Indonesië   | 1 – 1 (4–3 pen) | Thailand    | Maleisië    | 1 – 0           | Myanmar     |
| 2019 Details | Thailand           | Maleisië    | 2 – 1           | Thailand    | Indonesië   | 0 – 0 (3–2 pen) | Vietnam     |
| 2020         | Indonesië          | Geannuleerd | Geannuleerd     | Geannuleerd | Geannuleerd | Geannuleerd     | Geannuleerd |
| 2022 Details | Indonesië          | Indonesië   | 1 – 0           | Vietnam     | Thailand    | 3 – 0           | Myanmar     |

## Aantal overwinningen
| Aantal overwinningen | Land      | Jaar(en)         |
| -------------------- | --------- | ---------------- |
| 3                    | Thailand  | 2007, 2011, 2015 |
| 3                    | Vietnam   | 2006, 2010, 2017 |
| 2                    | Myanmar   | 2002, 2005       |
| 2                    | Australië | 2008, 2016       |
| 2                    | Maleisië  | 2013, 2019       |
| 2                    | Indonesië | 2018, 2022       |
| 1                    | Japan     | 2012             |